# Білополе (Люблінське воєводство)
Білополе (або Білопілля, Бялополе, пол. Białopole) — село в Польщі, у гміні Білополе Холмського повіту Люблінського воєводства. Населення — 886 осіб (2011).

## Історія
1428 року вперше згадується православна церква в селі.
За даними етнографічної експедиції 1869—1870 років під керівництвом Павла Чубинського, у селі проживали греко-католики, які розмовляли українською мовою.
У 1921 році село входило до складу гміни Білопілля Грубешівського повіту Люблінського воєводства Польської Республіки.
За даними польського перепису 1921 року в селі налічувалося 79 будинків та 488 мешканців, з них:
- 231 чоловік та 257 жінок;
- 362 православні, 111 римо-католиків, 15 юдеїв;
- 348 українців, 130 поляків, 10 євреїв.

За німецьким переписом 1943 року в селі проживало 518 українців і 23 поляки.
21-25 червня 1947 року під час операції «Вісла» польська армія виселила з Білопілля на щойно приєднані до Польщі північно-західні терени 4 українців. У селі залишилося 186 поляків.
У 1975—1998 роках село належало до Холмського воєводства.

## Населення
Демографічна структура станом на 31 березня 2011 року:
|          | Загалом | Допрацездатний вік | Працездатний вік | Постпрацездатний вік |
| -------- | ------- | ------------------ | ---------------- | -------------------- |
| Чоловіки | 435     | 83                 | 307              | 45                   |
| Жінки    | 451     | 91                 | 274              | 86                   |
| Разом    | 886     | 174                | 581              | 131                  |

## Відомі мешканці
- Ніна Горленко (1895—1964) — українська драматична актриса.
- Ярослав Федонюк (1940—2017) — український вчений-анатом, педагог.